# Astrid Vogelheim
Astrid Vogelheim (* 1970 in Bremen) ist eine deutsche Politikerin (Bündnis 90/Die Grünen). Sie ist seit 2022 Abgeordnete im Landtag von Nordrhein-Westfalen.

## Leben
Astrid Vogelheim studierte Bauingenieurwesen an der RWTH Aachen mit den Schwerpunkten Siedlungswasserwirtschaft, konstruktiver Wasserbau und Wasserenergiewirtschaft und Abschluss als Diplom-Ingenieurin 1998.

## Politik
Vogelheim ist Vorsitzende ihrer Partei im Ortsverband Aachen. Sie gehört seit 2022 dem Aachener Stadtrat und seit 2020 der Bezirksvertretung Eilendorf an.
Bei der Landtagswahl in Nordrhein-Westfalen 2022 gewann sie das Direktmandat im Landtagswahlkreis Aachen I und zog als Abgeordnete in den Landtag von Nordrhein-Westfalen ein.